# HTV-I
HTV-I, или още TDV (Technical Demonstration Vehicle, кораб за техническа демонстрация) е името на първия космически кораб от серията Товарен кораб H-II (HTV) на Японската агенция за аерокосмически изследвания ДЖАКСА.

## Товар
На първия си полет корабът носи 4.5 тона товар. Това е по-малко от максималната му товароподемност, тъй като е зареден повече пропелант за допълнителните проби, които първият експериментален полет ще трябва да извърши.
3.6 тона товар са поставени в херметичен отсек, който ще се свърже към МКС, и ще бъдат разтоварени от астронавтите. Представляват предимно храна и консумативи. Поместени са в 7 стелажа тип HRR и 1 стелаж тип PSRR (Pressurized Stowage Resupply Rack – стелаж с интерфейс като на МСТС, предназначен за снабдяване на Кибо, който се демонтира и пренася в японския модул; монтиран е в Отсек 1, позиция „преден“).
900 кг товар са два нехерметични палета тип I. Те са поставени в нехерметичен отсек. Единият палет съдържа HREP – оборудване на НАСА за изследване на съставките на най-горните слоеве на атмосферата. Другият съдържа SMILES – оборудване на ДЖАКСА за изследване на влиянието на различните газове върху озоновия слой. Планира се механичната ръка на станцията да ги извади и подаде на ръката на японския модул Кибо, която да ги прикрепи към нехерметичния модул на лабораторията. HREP се предвижда да бъде прикрепен на слот 6 на нехерметичния модул, а SMILES – на слот 3.

## Изстрелване
Изстрелян е в 17 ч. и 1 минута на 10 септември 2009 г. (време по Гринуич: локално време и дата – 2 ч. 1 минута на 11 септември 2009 г.) чрез ракета H-IIB от стартова площадка 2 на Стартов комплекс Йошинобу в Космическия център Танигашима. (Това е първото изстрелване на ракета H-IIB.) Времето е облачно, температурата – 24.5 градуса по Целзий, вятърът – западен, 1.3 м/сек.
Извеждането на орбита е преминало както следва:
| Събитие                                               | Очаквано време | Реално време   |
| ----------------------------------------------------- | -------------- | -------------- |
| Изстрелване                                           | 0 секунди      | 0 секунди      |
| Приключване на работата на твърдогоривните ускорители | 1 мин, 49 сек  | 1 мин, 50 сек  |
| Отделяне на двойка 1 твърдогоривни ускорители         | 2 мин, 4 сек   | 2 мин, 5 сек   |
| Отделяне на двойка 2 твърдогоривни ускорители         | 2 мин, 7 сек   | 2 мин, 8 сек   |
| Отделяне на обтекателя                                | 3 мин, 42 сек  | 3 мин, 37 сек  |
| Изключване на главните двигатели на първата степен    | 5 мин, 44 сек  | 5 мин, 47 сек  |
| Отделяне на първата степен                            | 5 мин, 52 сек  | 5 мин, 56 сек  |
| Включване на двигателя на втората степен              | 5 мин, 59 сек  | 6 мин, 3 сек   |
| Изключване на двигателя на втората степен             | 14 мин, 16 сек | 14 мин, 19 сек |
| Отделяне на втората степен от кораба                  | 15 мин, 6 сек  | 15 мин, 10 сек |

Преди да му бъде разрешено да се доближи до МКС, корабът извършва в продължение на 8 дни поредица от изпитания на системите му за навигация и сближаване.

## Проби за избягване на сблъскване
На 12 септември 2009 г., в 16:34 ч. японско време, е успешно проведена последната от пробите за извършване на маневра за избягване на сблъскване. Данните са предадени на Екипа за управление на полета на МКС и НАСА, които трябва да одобрят доближаването и скачването на кораба към МКС.

## Скачване
На 17 септември 2009 г. корабът пристига в точката на скачване, 10 м под МКС, в 19:47 GMT. Два и половина часа по-късно, в 22:26, той е скачен към наземния скачващ възел на модула Хармъни. Залавянето на кораба с механичната ръка на станцията е бъде извършено от бординженера на станцията Никол Стот, а преместването и свързването му към станцията – от канадския астронавт Робърт Тъск.
В 1:46 часа на 18 септември захранващите и комуникационни връзки на модула са свързани към МКС, и скачването е обявено за успешно приключило.

## Дейности по време на полета заедно с МКС
На 24 септември, в 3:06 ч. GMT, нехерметичният товарен палет е захванат от мобилната ръка на станцията и изваден от нехерметичния отсек на кораба. В 5:13 ч. той е предаден на механичната ръка на японския модул „Кибо“, която в 7:33 ч. го свързва към нехерметичния отсек на модула.
На 25 септември, в 3:21 ч., механичната ръка на японския модул захваща експеримента HREF и го отделя от нехерметичния палет. В 5:15 ч. тя свързва HREF към слот 6 на нехерметичния отсек на „Кибо“. След това, в 8:23 ч., механичната ръка захваща и отделя от нехерметичния палет експеримента SMILES, и в 10:12 ч. завършва свързването му към слот 3 на нехерметичния отсек на модула. В 18:26 ч. SMILES е активиран по команда от космическия център Цукуба, а малко по-късно започва проверката на системите му.
На 26 септември, в 3:07 ч. нехерметичният палет е захванат от механичната ръка на японския модул и отсъединен от нехерметичния отсек на „Кибо“. След това е предаден на мобилната ръка на станцията, и в 7:20 ч. тя го поставя обратно в нехерметичния транспортен модул на кораба.